# Neuves-Maisons
Neuves-Maisons település Franciaországban, Meurthe-et-Moselle megyében. Lakosainak száma 6572 fő (2022. január 1.). Neuves-Maisons Chaligny, Chavigny, Méréville, Messein és Pont-Saint-Vincent községekkel határos.

## Népesség
A település népességének változása:
| Lakosok száma | 6591 | 6952 | 6432 | 6941 | 7052 | 6912 | 6729 | 6633 | 6629 | 6572 |
|               | 1968 | 1982 | 1990 | 2006 | 2013 | 2015 | 2017 | 2019 | 2020 | 2022 |